# ASPTT Saint-Étienne
Pour les articles homonymes, voir ASPTT.
L'ASPTT Saint-Étienne est un club omnisports français membre de la Fédération sportive des Associations sportives des postes, télégraphes et téléphones et basé a Saint-Étienne.
L'association a pour but la pratique de l'éducation physique et des sports ainsi que l'organisation de loisirs sportifs et sociaux.

## Historique
L'ASPTT Saint-Étienne a été créé en 1940 dans le cadre de la loi et décret du 16 août 1901 pour les agents de La Poste et de France-Télécom. Aujourd'hui, séparé de ses deux entreprises fondatrices, l'ASPTT Saint-Étienne est ouvert à tous. Avec la collaboration de la Communauté d'agglomération Saint-Étienne Métropole et sans renier ses valeurs fondatrices (sens du collectif, effort, convivialité, …), l'ASPTT est devenu un club (presque) comme les autres.

## Présentation
L'ASPTT Saint-Étienne est le plus important club omnisports de la région stéphanoise. Plus de 1200 adhérents pratiquent 26 activités différentes. Chaque année, plus de 200 jeunes sont formés au sein de cinq écoles du sport. À cheval sur les communes de Villars et Saint-Étienne, le club bénéficie d'équipements conséquents dans un cadre agréable et verdoyant au cœur de Saint-Étienne Métropole.

## Équipements

### sportifs
- 2 terrains de football : l'un en stabilisé et l'autre en herbe avec vestiaires
- 4 courts de tennis
- 1 terrain de basket extérieur
- 12 aires de jeux de sport de boules et de pétanques
- 1 gymnase comprenant 1 terrain de basket et 2 de minibasket, 4 terrains de volley-ball, 1 terrain de tennis et 8 de badminton, avec vestiaires
- 1 salle de danse
- 1 salle pour le tennis de table
- 1 local ski
- 1 local plongée
- 1 local cyclisme

### administratifs
- 1 secrétariat
- 1 club house avec bar
- 1 chalet extérieur
- 1 garage
- de nombreuses salles de réunions
- un parking de plus de 100 places

## Sections

### Tennis de table

Logo de la section de Tennis de table.

La section de tennis de table a été créée le 5 septembre 1967 Alain Sicard
Les présidents de la section sont :
- Alain Sicard : de 1967 à septembre 1970
- André Lacroze : de septembre 1970 à septembre 1981
- Roland Delbes : de septembre 1981 à juin 2006
- Eric Racodon : juin 2006 - juin 2011
- Déborah Vialle : juin 2011 à septembre 2015
- Remy Achard : de septembre 2015 à mai 2016
- Pierre-Marie Doitrand : depuis mai 2016

### Volley-ball
La section de volley-ball a été créée en 1989 sous l'impulsion de Didier Batisse. Portée par quelques noms qui sont restés dans les mémoires (Christian Monier...), la section s'est peu à peu féminisée (50 % de l'effectif). Elle compte une quarantaine d'adhérents, âgés de 18 ans et plus. Ses 4 équipes évoluent en championnat loisir organisé par le comité départemental de volley-ball de la Loire. En 2002, Yves Herbaut a succédé à Didier Batisse à la présidence de la section.

### Autres sections
- Aquagym
- Badminton
- Basket-ball (créée en 1961)
- Boules lyonnaises
- Cyclisme
- Cyclotourisme
- Danse country
- Danse de salon
- Danse moderne (section créée en 2012)
- Football
- Golf
- Gymnastique de maintien et d'entretien
- Korfbal (section créée en 2014)[3]
- Krav-maga
- Natation
- Plongée sous-marine
- Randonnée pédestre
- Ski alpin
- Ski nordique
- Sport d'éveil
- Tennis